# 代多普利斯茨卡羅

代多普利斯茨卡羅和伊利亚山

代多普利斯茨卡羅（羅馬化：Dedoplistskaro）是格魯吉亞東南部卡赫蒂大区代多普利斯茨卡羅市鎮的城鎮及其行政中心。距離首都第比利斯115公里，海拔高度800米，2014年人口5,940。1870年代期間，德國企業家在該鎮附近興建煉油廠。